# Społeczne Liceum Ogólnokształcące nr 5 w Milanówku
Społeczne Liceum Ogólnokształcące nr 5 w Milanówku – społeczne liceum ogólnokształcące w Milanówku, prowadzone przez Samodzielne Koło Terenowe Społecznego Towarzystwa Oświatowego (STO). Powstało w 1989 roku jako pierwsza szkoła średnia STO w ówczesnym województwie warszawskim poza granicami miasta Warszawy. 

## Organizacja

### Organ prowadzący
Organem prowadzącym szkołę jest samodzielne (i posiadające odrębną od całego STO osobowość prawną) Koło STO, na co dzień reprezentowane przez pięcioosobowy zarząd, wybierany przez walne zebranie członków Koła z własnego grona na trzyletnią kadencję. Zarząd Koła pełni rolę pracodawcy dyrektora szkoły na gruncie prawa pracy, a także organu odwoławczego od niektórych decyzji dyrektora (m.in. w zakresie nagród i kar pracowników). Sposób prowadzenia szkoły nie może naruszać ogólnopolskiego statutu Społecznego Towarzystwa Oświatowego. Zarząd odpowiada również za kwestie związane z członkostwem szkoły w STO, a także z wykorzystaniem środków pozyskanych przez Koło jako organizację pożytku publicznego.  
Osoby będące pracownikami szkoły mogą być członkami Koła, jednak nie mogą być wybierane do zarządu. Wszyscy członkowie Zarządu Koła wypełniają swoje obowiązki społecznie (bez wynagrodzenia). 

### Rada Szkoły
W skład Rady Szkoły wchodzą przedstawiciele uczniów (po jednej osobie z każdej klasy), rodziców (po jednej osobie z każdej klasy), nauczycieli (w liczbie dwukrotnie większej niż liczba klas; jedno z nauczycielskich miejsc zarezerwowane jest dla dyrektora szkoły) oraz zarządu Koła STO (dwie osoby). Rada posiada wyłączne prawo m.in. przyjmowania i zmieniania statutu szkoły oraz załączników do niego (przy czym dla ich wejścia w życie niezbędna jest akceptacja Zarządu Koła), ustalania wysokości czesnego oraz podejmowania decyzji o usunięciu ucznia ze szkoły. W sprawach finansowych, a także w sprawach personalnych innych niż usunięcie ucznia oraz powołanie dyrektora szkoły, Rada obraduje bez udziału przedstawicieli uczniów. Organem doradczym Rady Szkoły w kwestiach finansowych jest Komisja Finansowa, złożona z przedstawicieli rodziców (po jednej osobie z każdej klasy). 

### Rada Pedagogiczna i dyrekcja
Kwestie o charakterze pedagogicznym (m.in. zasady rekrutacji, udzielanie uczniom promocji do następnej klasy, zatwierdzanie planu lekcji) rozstrzyga Rady Pedagogiczna, złożona z dyrektora oraz wszystkich nauczycieli (w tym pedagoga szkolnego i szkolnego doradcy zawodowego). Bieżącą pracą szkoły kieruje jej dyrektor, powoływany przez Zarząd Koła STO za zgodą Rady Szkoły i Rady Pedagogicznej. Dyrektor może powoływać własnych zastępców.

## Kierownictwo szkoły
- Prezes Koła STO: Violetta Połczyńska[2]
- Dyrektor: Leszek Janasik[3]
- Zastępcy dyrektora:
  - Jakub Jarzyna
  - Weronika Dziąg[3]

## Absolwenci
- Maciek Dobrowolski[potrzebny przypis]
- Jan Kamiński[4]
- Beata Stremler[potrzebny przypis]
- Dorota Szelągowska[5]
- Jan Szlagowski[potrzebny przypis]